# Свети Илия (Рамне)
Вижте пояснителната страница за други значения на Свети Илия.
„Свети Илия“ (на македонска литературна норма: „Свети Илија“) е късновъзрожденска православна църква в охридското село Рамне, Северна Македония. Църквата е част от Охридското архиерейско наместничество на Дебърско-Кичевската епархия на Македонската православна църква – Охридска архиепископия.
Според надписа над входната врата е изградена в 1907 година. Представлява еднокорабна сграда, с галерия на кат и купол. За изграждането е употребен кършен камък и дялан бигор. От надписа във вътрешността се разбира, че е живописана в 1944 година от Рафаил Кръстев и сина му Кръстьо от Лазарополе. В периода от 1984 до 1995 година с помощта на селяните са изградени църковната трапезария, камбанарията и е сменен покривът на църквата.